# Platygyrium
Platygyrium là một chi rêu trong họ Hypnaceae.